# Fekete araszoló
A fekete araszoló (Odezia atrata) eurázsiai elterjedésű, az araszolók családjába tartozó nappali lepkefaj.

## Megjelenése
A fekete araszolólepke szárnyfesztávolsága 23–27 mm. Első és hátsó szárnya egyformán bársonyos koromfekete, csak az első szárnyak csúcsa fehér. Az idősebb lepkék színe sötétbarnává fakulhat.
Hernyója zöld, hátán hosszirányú, sötétebb csíkokkal. A családra jellemző araszoló mozgással változtatnak helyet.
Alfajai:
- Odezia atrata atrata Linnaeus, 1758)
- Odezia atrata meridionalis Reisser, 1935
- Odezia atrata pyrenaica Gumppenberg, 1887

## Elterjedése és életmódja
Egész Eurázsiában honos; elterjedésének nyugati határa az Ibériai-félsziget és a Brit-szigetek, keleten pedig egészen Szahalin szigetéig hatol. Északon Skandinávia középső részéig, délen Olaszországig és a Balkánig fordul elő. Melegebb éghajlaton inkább a hegyvidéken jellemző.
A fekete araszoló a bokros, bozótos tisztásokat, erdőszéleket kedveli, amelyek legalább közepesen nedvesek. A száraz élőhelyekről általában hiányzik. Jellegzetes előfordulási helyei az ártéri erdők tisztásai és a bokros nedves rétek. Az Alpokban 2000 m tengerszint fölötti magasságig előfordul.
Az imágók június-júliusban repülnek; alacsony, csapongó reptük miatt könnyen észrevehetőek. A megfelelő élőhelyen akár tömegesek is lehetnek. A lerakott peték áttelelnek és márciusban kel ki belőlük a hernyó. A hernyó tápnövényei a különböző zellerfélék (Apiaceae): a baraboly (Chaerophyllum) vagy turbolya (Anthriscus) fajok. 

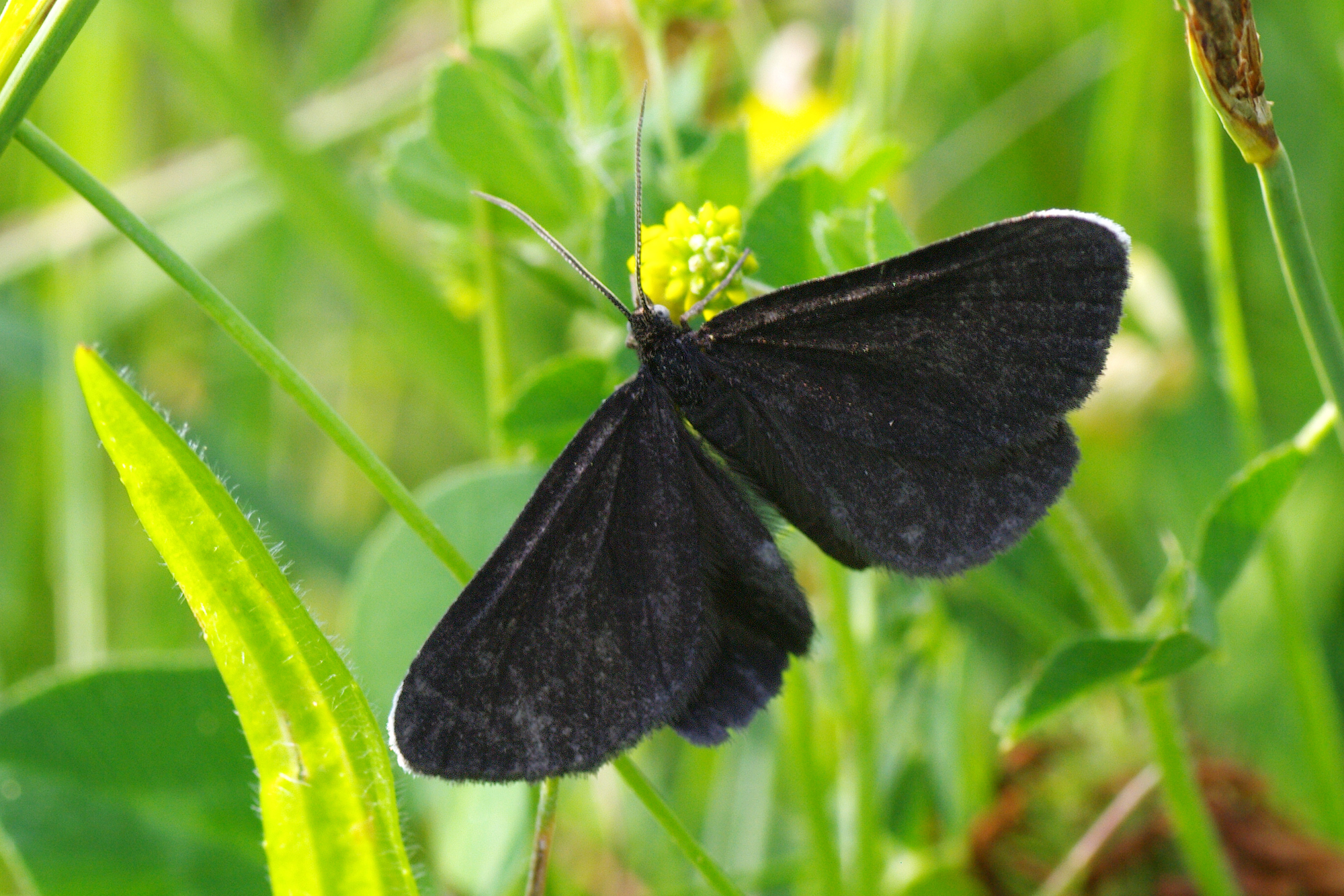
Fekete araszoló
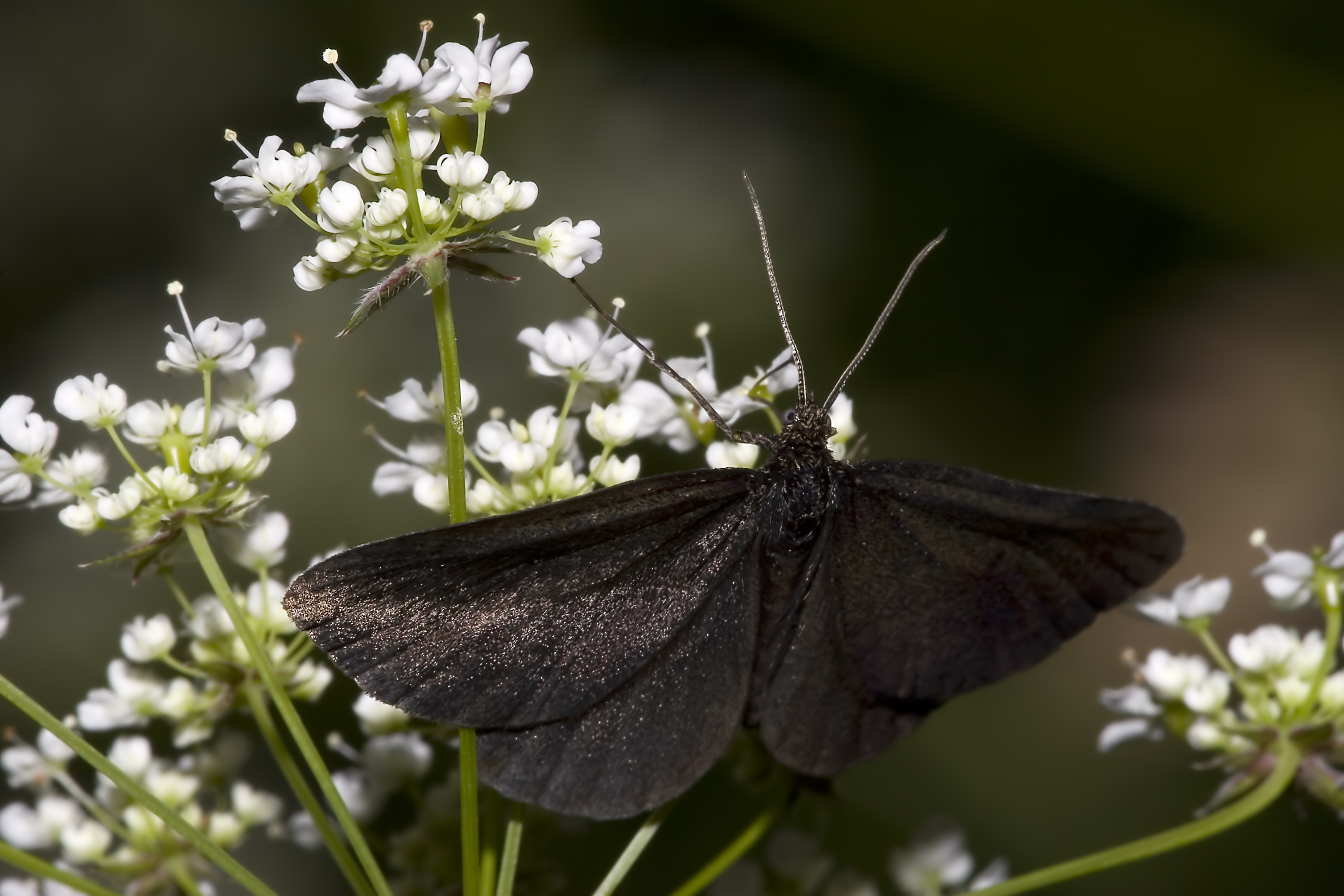
Nektárszívás közben
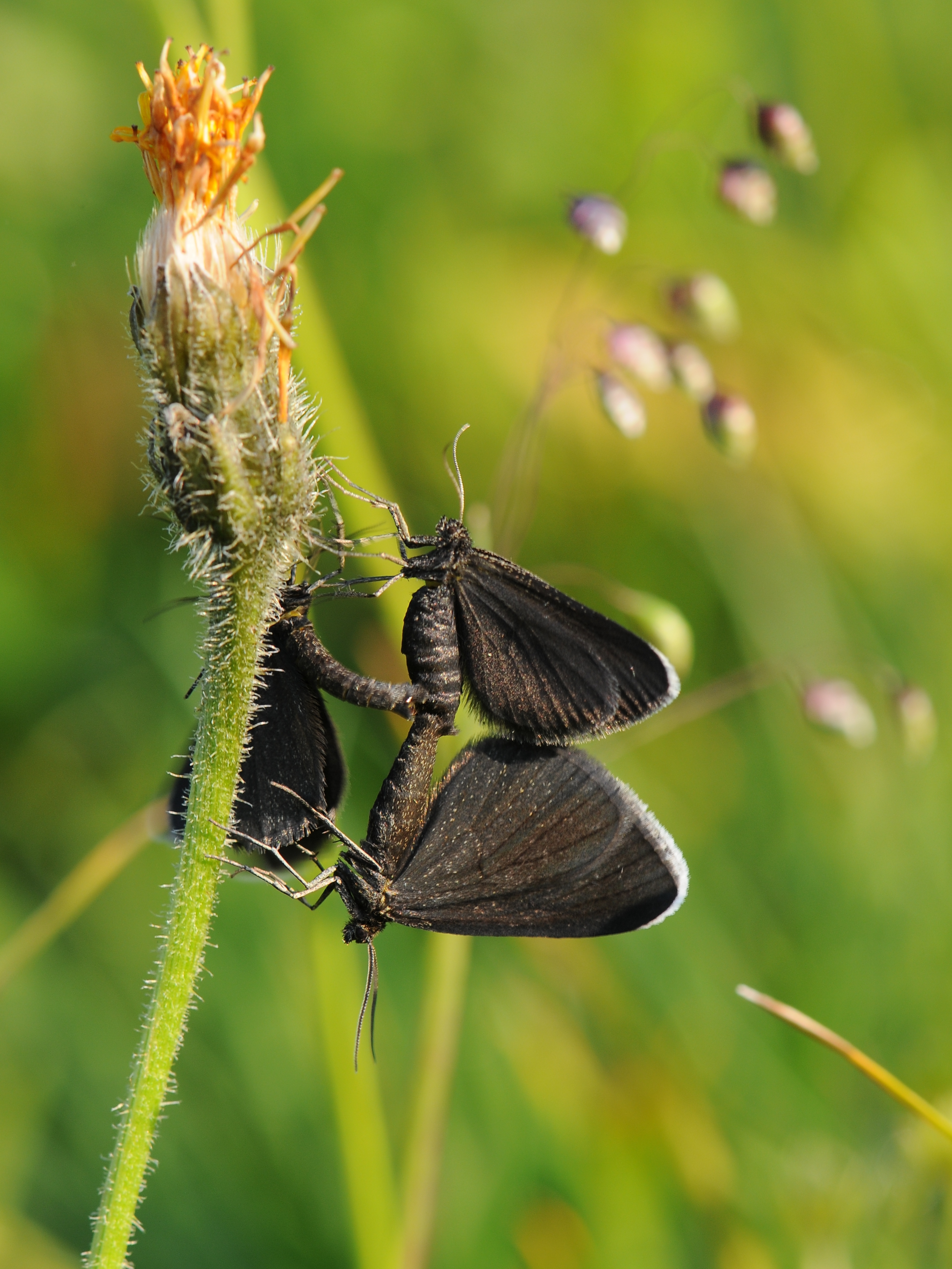
Párzó lepkék
- Video (1m 32s)

Magyarországon 2012 óta védett, természetvédelmi értéke 10 000 Ft.